# Al-Mukaddasi
Al-Mukaddasi, Al-Maqdisi i el-Mukaddasi, (arab.: محمد بن أحمد شمس الدين المقدسي) (ur.?, zm. 988) - arabski podróżnik i geograf.
Mukaddasi pochodził z Jerozolimy. Jest autorem dzieła Ahsan at-takasim fi marifat al-akalim (Najpiękniejszy podział wiadomości o klimatach), uważanego za klasyczny tekst arabskiego piśmiennictwa geograficznego.